# Reggenza di Gorontalo
Il Gorontalo è una reggenza dell'Indonesia, nella provincia di Gorontalo, sull'isola di Sulawesi. Ha una popolazione di 354.857 abitanti ed il suo capoluogo è Limboto.